# Зміячка мечолиста
Змія́чка мечоли́ста, скорзонера мечолиста (Scorzonera ensifolia) — вид рослин з родини айстрових (Asteraceae), поширений у Євразії від Молдови до Сіньцзяну (Китай).

## Опис
Багаторічна рослина 30–60 см заввишки. Сім'янки по всій довжині опушені. Стебла при основі густо волохато-шерстисті, оточені піхвами старих листків, вище майже голі, густо облиствлені, зазвичай гіллясті, рідше прості. Стеблові листки жорсткі, плоскі, лінійно-ланцетні, з 3 ясно вираженими жилками. Кошики одиночні або в числі 2–4 на верхівках гілок, довгасто-циліндричні; обгортка шерстистого-волохата; квітки жовті, втричі довші обгортки. Чубчик в 2–2.5 рази довше сім'янок, брудно-жовтий або рудуватий; щетинки його перисті від заснування.

## Поширення
Поширений у Євразії від Молдови до Сіньцзяну (Китай).
В Україні вид зростає на пісках — у Правобережному і Лівобережному Лісостепу, у Степу.